# Cezary Kuleszyński
Cezary Leonard Kuleszyński (ur. 27 listopada 1937 w Charsznicy, zm. 2 stycznia 2011 w Krakowie) – polski lekkoatleta specjalizujący się w biegu na 110 metrów przez płotki.

## Życiorys

### Kariera sportowa
Jedyny raz w karierze bronił barw narodowych w 1963 roku w meczu przeciwko reprezentacji Włoch – był wówczas czwarty z wynikiem 15,1. Sześć razy startował w finale mistrzostw Polski zdobywając jeden medal – w 1967 roku sięgnął w Chorzowie po brąz.
Rekord życiowy: 14,2 (16 czerwca 1963, Bydgoszcz) – był to najlepszy wynik w Polsce w sezonie 1963.

### Wykształcenie i praca zawodowa
W 1959 ukończył studia w Wyższej Szkole Wychowania Fizycznego w Krakowie, a po zakończeniu kariery pracował jako trener w miejscowym klubie Hutnik oraz nauczyciel wf w XI Liceum Ogólnokształcącym.  

### Działalność społeczna i polityczna
W 1980 został członkiem NSZZ „Solidarność”, był działaczem Komisji Robotniczej Hutników, w której zajmował się sprawami sportu i rekreacji. Po ogłoszeniu stanu wojennego uczestniczył w pracach Tajnej Komisji Robotniczej Hutników i z jej ramienia w spotkaniach Regionalnego Komitetu „Solidarności” Małopolska. We wrześniu 1988 został członkiem jawnego RKS. Jesienią 1988 wszedł w skład reaktywowanej Krajowej Rady Sekcji Oświaty i Wychowania NSZZ „Solidarność”, należał do komitetu organizacyjnego NSZZ „Solidarność” Pracowników Oświaty i Wychowania w Krakowie. W latach 1990–1994 był radnym miasta Krakowa I kadencji, wybranym z listy Komitetu Obywatelskiego „Solidarność”, w Radzie Miasta został przewodniczącym Komisji Kultury Fizycznej i Turystyki. Pełnił także funkcję prezesa Okręgu Krakowskiego Stronnictwa Narodowego.